# 100 mètres masculin aux Jeux olympiques d'été de 1996 (athlétisme)
Pour un article plus général, voir Athlétisme aux Jeux olympiques d'été de 1996.
Navigation
Barcelone 1992 Sydney 2000
L'épreuve du 100 mètres masculin aux Jeux olympiques de 1996 s'est déroulée les 26 et 27 juillet 1996 au Centennial Olympic Stadium d'Atlanta, aux États-Unis.  Elle est remportée par le Canadien Donovan Bailey qui établit en finale un nouveau record du monde en 9 s 84.

## Résultats

### Finale
| Rang               | Athlète            | Pays              | Temps   | Notes |
| ------------------ | ------------------ | ----------------- | ------- | ----- |
| Médaille d'or      | Donovan Bailey     | Canada            | 9 s 84  | WR    |
| Médaille d'argent  | Frankie Fredericks | Namibie           | 9 s 89  |       |
| Médaille de bronze | Ato Boldon         | Trinité-et-Tobago | 9 s 90  |       |
| 4                  | Dennis Mitchell    | États-Unis        | 9 s 99  |       |
| 5                  | Mike Marsh         | États-Unis        | 10 s 00 |       |
| 6                  | Davidson Ezinwa    | Nigeria           | 10 s 14 |       |
| 7                  | Michael Green      | Jamaïque          | 10 s 16 |       |
| 8                  | Linford Christie   | Royaume-Uni       | DQ      |       |

### Demi Finale 1
| Rang | Athlète              | Pays       | Temps   | Notes |
| ---- | -------------------- | ---------- | ------- | ----- |
| 1    | Frank Fredericks     | Namibie    | 9 s 94  | Q     |
| 2    | Donovan Bailey       | Canada     | 10 s 00 | Q     |
| 3    | Michael Marsh        | États-Unis | 10 s 08 | Q     |
| 4    | Michael Green        | Jamaïque   | 10 s 11 | Q     |
| 5    | Nobuharu Asahara     | Japon      | 10 s 16 |       |
| 6    | Obadele Thompson     | Barbade    | 10 s 16 |       |
| 7    | Emmanuel Tuffour     | Ghana      | 10 s 22 |       |
| 8    | Ánninos Markoullídis | Chypre     | 10 s 36 |       |

### Demi Finale 2
| Rang | Athlète          | Pays              | Temps   | Notes |
| ---- | ---------------- | ----------------- | ------- | ----- |
| 1    | Ato Boldon       | Trinité-et-Tobago | 9 s 93  | Q     |
| 2    | Dennis Mitchell  | États-Unis        | 10 s 00 | Q     |
| 3    | Linford Christie | Royaume-Uni       | 10 s 04 | Q     |
| 4    | Davidson Ezinwa  | Nigeria           | 10 s 04 | Q     |
| 5    | Bruny Surin      | Canada            | 10 s 13 |       |
| 6    | Jon Drummond     | États-Unis        | 10 s 16 |       |
| 7    | Eric Nkansah     | Ghana             | 10 s 26 |       |

### Quart de Finale 1
| Rang | Athlète          | Pays              | Temps   | Notes |
| ---- | ---------------- | ----------------- | ------- | ----- |
| 1    | Ato Boldon       | Trinité-et-Tobago | 9 s 95  | Q     |
| 2    | Nobuharu Asahara | Japon             | 10 s 19 | Q     |
| 3    | Eric Nkansah     | Ghana             | 10 s 24 | Q     |
| 4    | Deji Aliu        | Nigeria           | 10 s 26 |       |
| 5    | Glenroy Gilbert  | Canada            | 10 s 28 |       |
| 6    | Marc Blume       | Allemagne         | 10 s 33 |       |
| 7    | Andrey Fedoriv   | Russie            | 10 s 34 |       |
| 8    | Augustine Nketia | Nouvelle-Zélande  | 10 s 35 |       |

### Quart de Finale 2
| Rang | Athlète          | Pays        | Temps   | Notes |
| ---- | ---------------- | ----------- | ------- | ----- |
| 1    | Linford Christie | Royaume-Uni | 10 s 03 | Q     |
| 2    | Donovan Bailey   | Canada      | 10 s 05 | Q     |
| 3    | Jon Drummond     | États-Unis  | 10 s 17 | Q     |
| 4    | Emmanuel Tuffour | Ghana       | 10 s 18 | q     |
| 5    | Erik Wijmeersch  | Belgique    | 10 s 37 |       |
| 6    | Olapade Adeniken | Nigeria     | 10 s 38 |       |
| 7    | Needy Guims      | France      | 10 s 43 |       |
| 8    | Ezio Madonia     | Italie      | 10 s 43 |       |

### Quart de Finale 3
| Rang | Athlète            | Pays        | Temps   | Notes |
| ---- | ------------------ | ----------- | ------- | ----- |
| 1    | Frank Fredericks   | Namibie     | 9 s 93  | Q     |
| 2    | Davidson Ezinwa    | Nigeria     | 10 s 08 | Q     |
| 3    | Obadele Thompson   | Barbade     | 10 s 14 | Q     |
| 4    | Ray Stewart        | Jamaïque    | 10 s 18 |       |
| 5    | Peter Karlsson     | Suède       | 10 s 24 |       |
| 6    | Darren Braithwaite | Royaume-Uni | 10 s 27 |       |
| 7    | Wenzhong Chen      | Chine       | 10 s 29 |       |
| 8    | Ousmane Diarra     | France      | 10 s 38 |       |

### Quart de Finale 4
| Rang | Athlète              | Pays                       | Temps   | Notes |
| ---- | -------------------- | -------------------------- | ------- | ----- |
| 1    | Dennis Mitchell      | États-Unis                 | 10 s 09 | Q     |
| 2    | Michael Green        | Jamaïque                   | 10 s 11 | Q     |
| 3    | Ánninos Markoullídis | Chypre                     | 10 s 23 | Q     |
| 4    | Patrick Stevens      | Belgique                   | 10 s 31 |       |
| 5    | Kim Collins          | Saint-Christophe-et-Niévès | 10 s 34 |       |
| 6    | Pascal Théophile     | France                     | 10 s 38 |       |
| 7    | Serhiy Osovych       | Ukraine                    | 10 s 38 |       |
| 8    | Kirk Cummins         | Barbade                    | 10 s 45 |       |

### Quart de Finale 5
| Rang | Athlète              | Pays        | Temps   | Notes |
| ---- | -------------------- | ----------- | ------- | ----- |
| 1    | Michael Marsh        | États-Unis  | 10 s 04 | Q     |
| 2    | Bruny Surin          | Canada      | 10 s 13 | Q     |
| 3    | Ian Mackie           | Royaume-Uni | 10 s 25 | Q     |
| 4    | André Domingos       | Brésil      | 10 s 26 |       |
| 5    | Alexandros Yenovelis | Grèce       | 10 s 31 |       |
| 6    | Venancio José        | Espagne     | 10 s 46 |       |
| 7    | Kostyantyn Rurak     | Ukraine     | 10 s 47 |       |
| 8    | Yiánnis Zisimídis    | Chypre      | 10 s 47 |       |

### Premier Tour 1
| Rang | Athlète               | Pays               | Temps   | Notes |
| ---- | --------------------- | ------------------ | ------- | ----- |
| 1    | Emmanuel Tuffour      | Ghana              | 10 s 15 | Q     |
| 2    | Bruny Surin           | Canada             | 10 s 18 | Q     |
| 3    | Andrey Fedoriv        | Russie             | 10 s 39 | Q     |
| 4    | Renward Wells         | Bahamas            | 10 s 48 |       |
| 5    | Chintake De Soysa     | Sri Lanka          | 10 s 55 |       |
| 6    | Luis Cunha            | Portugal           | 10 s 65 |       |
| 7    | Patrick Mocci Raoumbé | Gabon              | 10 s 87 |       |
| 8    | Nouredine Ould Menira | Mauritanie         | 10 s 95 |       |
| 9    | Bonifacio Edu         | Guinée équatoriale | 11 s 87 |       |

### Premier Tour 2
| Rang | Athlète           | Pays        | Temps   | Notes |
| ---- | ----------------- | ----------- | ------- | ----- |
| 1    | Davidson Ezinwa   | Nigeria     | 10 s 03 | Q     |
| 2    | Jon Drummond      | États-Unis  | 10 s 08 | Q     |
| 3    | Erik Wijmeersch   | Belgique    | 10 s 24 | Q     |
| 4    | Leon Gordon       | Gibraltar   | 10 s 48 |       |
| 5    | Stefan Burkart    | Suisse      | 10 s 49 |       |
| 6    | Barnabé Jolicoeur | Maurice     | 10 s 57 |       |
| 7    | Bimal Tarafdar    | Bangladesh  | 10 s 98 |       |
| 8    | Abdul Ghafoor     | Afghanistan | 12 s 20 |       |

### Premier Tour 3
| Rang | Athlète              | Pays                       | Temps   | Notes |
| ---- | -------------------- | -------------------------- | ------- | ----- |
| 1    | Ato Boldon           | Trinité-et-Tobago          | 10 s 06 | Q     |
| 2    | Anninos Marcoullides | Chypre                     | 10 s 26 | Q     |
| 3    | Kim Collins          | Saint-Christophe-et-Niévès | 10 s 27 | Q     |
| 4    | Augustine Nketia     | Nouvelle-Zélande           | 10 s 34 | q     |
| 5    | Raymond Stewart      | Jamaïque                   | 10 s 38 |       |
| 6    | Stefano Tilli        | Italie                     | 10 s 38 |       |
| 7    | Jamal Abd. Al-Saffar | Arabie saoudite            | 10 s 44 |       |
| 8    | Amarildo Almeida     | Guinée-Bissau              | 10 s 85 |       |
| 9    | Mohamed Bacar        | Comores                    | 11 s 02 |       |

### Premier Tour 4
| Rang | Athlète             | Pays             | Temps   | Notes |
| ---- | ------------------- | ---------------- | ------- | ----- |
| 1    | Michael Green       | Jamaïque         | 10 s 16 | Q     |
| 2    | Patrick Stevens     | Belgique         | 10 s 21 | Q     |
| 3    | Serhiy Osovych      | Ukraine          | 10 s 29 | Q     |
| 4    | Ezio Madonia        | Italie           | 10 s 33 | q     |
| 5    | Édson Ribeiro       | Brésil           | 10 s 39 |       |
| 6    | Chris Donaldson     | Nouvelle-Zélande | 10 s 39 |       |
| 7    | Patrik Strenius     | Suède            | 10 s 48 |       |
| 8    | Toluta'U Koula      | Tonga            | 10 s 71 |       |
| 9    | Vladislav Chernobay | Kirghizistan     | 10 s 88 |       |

### Premier Tour 5
| Rang | Athlète         | Pays                        | Temps   | Notes |
| ---- | --------------- | --------------------------- | ------- | ----- |
| 1    | Deji Aliu       | Nigeria                     | 10 s 34 | Q     |
| 2    | Ousmane Diarra  | France                      | 10 s 34 | Q     |
| 3    | Wenzhong Chen   | Chine                       | 10 s 37 | Q     |
| 4    | Manuel Borrega  | Espagne                     | 10 s 52 |       |
| 5    | Hiroya Tsuchie  | Japon                       | 10 s 58 |       |
| 6    | Ruben Benitez   | Salvador                    | 10 s 74 |       |
| 7    | Vitaly Medvedev | Kazakhstan                  | 10 s 90 |       |
| 8    | Mitchell Peters | Îles Vierges des États-Unis | 11 s 12 |       |
| 9    | Boureima Kimba  | Niger                       | 11 s 24 |       |

### Premier Tour 6
| Rang | Athlète            | Pays        | Temps   | Notes |
| ---- | ------------------ | ----------- | ------- | ----- |
| 1    | Dennis Mitchell    | États-Unis  | 10 s 24 | Q     |
| 2    | Ian Mackie         | Royaume-Uni | 10 s 27 | Q     |
| 3    | Marc Blume         | Allemagne   | 10 s 33 | Q     |
| 4    | Aléxandros Terzián | Grèce       | 10 s 48 |       |
| 5    | Franck Amégnigan   | Togo        | 10 s 51 |       |
| 6    | Rod Mapstone       | Australie   | 10 s 56 |       |
| 7    | Sayon Cooper       | Liberia     | 10 s 58 |       |
| 8    | Pa Modou Gai       | Gambie      | 10 s 95 |       |
| 9    | Jorge Castellon    | Bolivie     | 10 s 74 |       |

### Premier Tour 7
| Rang | Athlète               | Pays                            | Temps   | Notes |
| ---- | --------------------- | ------------------------------- | ------- | ----- |
| 1    | Obadele Thompson      | Barbade                         | 10 s 33 | Q     |
| 2    | Kostyantyn Rurak      | Ukraine                         | 10 s 37 | Q     |
| 3    | Pascal Théophile      | France                          | 10 s 41 | Q     |
| 4    | Carlos Gats           | Argentine                       | 10 s 57 |       |
| 5    | Joel Mascoll          | Saint-Vincent-et-les-Grenadines | 10 s 64 |       |
| 6    | Anvar Kuchmuradov     | Ouzbékistan                     | 10 s 71 |       |
| 7    | Arif Akhundov         | Azerbaïdjan                     | 11 s 11 |       |
| 8    | Khaled Othman         | Liban                           | 11 s 65 |       |
| 9    | Jean-Olivier Zirignon | Côte d'Ivoire                   | 22 s 69 |       |

### Premier Tour 8
| Rang | Athlète                 | Pays                   | Temps   | Notes |
| ---- | ----------------------- | ---------------------- | ------- | ----- |
| 1    | Michael Marsh           | États-Unis             | 10 s 14 | Q     |
| 2    | Darren Braithwaite      | Royaume-Uni            | 10 s 29 | Q     |
| 3    | Kirk Cummins            | Barbade                | 10 s 47 | Q     |
| 4    | Torbjorn Eriksson       | Suède                  | 10 s 49 |       |
| 5    | Paul Henderson          | Australie              | 10 s 52 |       |
| 6    | Alberto Mendez          | République dominicaine | 10 s 60 |       |
| 7    | Arnaldo da Silva        | Brésil                 | 10 s 62 |       |
| 8    | Mario Bonello           | Malte                  | 10 s 89 |       |
| 9    | Odair Pericles Da Silva | Sao Tomé-et-Principe   | 11 s 05 |       |

### Premier Tour 9
| Rang | Athlète           | Pays                      | Temps   | Notes |
| ---- | ----------------- | ------------------------- | ------- | ----- |
| 1    | André Domingos    | Brésil                    | 10 s 25 | Q     |
| 2    | Linford Christie  | Royaume-Uni               | 10 s 26 | Q     |
| 3    | Yiánnis Zisimídis | Chypre                    | 10 s 32 | Q     |
| 4    | Venancio José     | Espagne                   | 10 s 34 | q     |
| 5    | Ahmed Douhou      | Côte d'Ivoire             | 10 s 53 |       |
| 6    | Robert Dennis     | Liberia                   | 10 s 65 |       |
| 7    | Donald Onchiri    | Kenya                     | 10 s 66 |       |
| 8    | Sun-Kuk Jin       | Corée du Sud              | 10 s 73 |       |
| 9    | Peter Pulu        | Papouasie-Nouvelle-Guinée | 10 s 76 |       |

### Premier Tour 10
| Rang | Athlète          | Pays       | Temps   | Notes |
| ---- | ---------------- | ---------- | ------- | ----- |
| 1    | Eric Nkansah     | Ghana      | 10 s 26 | Q     |
| 2    | Needy Guims      | France     | 10 s 39 | Q     |
| 3    | Olapade Adeniken | Nigeria    | 10 s 41 | Q     |
| 4    | Jone Delai       | Fidji      | 10 s 42 |       |
| 5    | Vitaliy Savin    | Kazakhstan | 10 s 52 |       |
| 6    | Watson Nyambek   | Malaisie   | 10 s 55 |       |
| 7    | Neil Ryan        | Irlande    | 10 s 78 |       |
| 8    | Javier Verme     | Pérou      | 10 s 91 |       |
| 9    | Van Lam Hai      | Viêt Nam   | 11 s 14 |       |

### Premier Tour 11
| Rang | Athlète            | Pays         | Temps   | Notes |
| ---- | ------------------ | ------------ | ------- | ----- |
| 1    | Donovan Bailey     | Canada       | 10 s 24 | Q     |
| 2    | Nobuharu Asahara   | Japon        | 10 s 28 | Q     |
| 3    | Peter Karlsson     | Suède        | 10 s 35 | Q     |
| 4    | Sanusi Turay       | Sierra Leone | 10 s 39 |       |
| 5    | Sergejs Inšakovs   | Lettonie     | 10 s 42 |       |
| 6    | Harálabos Papadiás | Grèce        | 10 s 46 |       |
| 7    | Hsin-Ping Huang    | Taïwan       | 10 s 70 |       |
| 8    | Eric Agueh         | Bénin        | 10 s 98 |       |

### Premier Tour 12
| Rang | Athlète              | Pays      | Temps   | Notes |
| ---- | -------------------- | --------- | ------- | ----- |
| 1    | Frank Fredericks     | Namibie   | 10 s 32 | Q     |
| 2    | Glenroy Gilbert      | Canada    | 10 s 34 | Q     |
| 3    | Alexandros Yenovelis | Grèce     | 10 s 39 | Q     |
| 4    | Frutos Feo           | Espagne   | 10 s 56 |       |
| 5    | Benjamin Sirimou     | Cameroun  | 10 s 58 |       |
| 6    | Hamed Hadib Sadeq    | Koweït    | 10 s 81 |       |
| 7    | Robert Loua          | Guinée    | 11 s 21 |       |
| 8    | Mark Sherwin         | Îles Cook | 11 s 41 |       |

## Légende
Records et Performances
- AR : Record continental (area record)
- CR : Record des championnats (championship record)
- MR : Record du meeting (meet record)
- NR : Record national (national record)
- OR : Record olympique (olympic record)
- PR : Record paralympique (paralympic record)
- PB : Record personnel (personal best)
- SB : Meilleure performance personnelle de la saison (season's best)
- WL : Meilleure performance mondiale de l'année (world leader)
- WJR : Record du monde junior (world junior record)
- WR : Record du monde (world record)

Circonstances et Conditions
- DNF : N'a pas terminé (did not finish)
- DNS : N'a pas pris le départ (did not start)
- DQ : Disqualification (disqualification)
- NM : Aucun essai valable enregistré (No Mark)
- Q : Qualifié « directement » au prochain tour (ou à la prochaine compétition), lors d'une compétition majeure, grâce au classement ou à la réalisation des minima (automatic qualifier)
- q : Qualifié au prochain tour (ou à la prochaine compétition), lors d'une compétition majeure, grâce au repêchage ou à la réalisation de l'une des meilleures performances parmi celles des « non qualifiés directement » (grâce au meilleur temps ou à la meilleure distance par exemple) (secondary qualifier)